# Lophostemon confertus
Lophostemon confertus és un d'arbre perennifoli nadiu d'Austràlia. El seu rang de distribució original a Austràlia va del nord de Nova Gal·les del Sud a l'est i la costa de Queensland però s'usa com a arbrat viari a Sydney, Melbourne, Perth i altres ciutats a l'Austràlia oriental. L'espècie fou formalment descrita l'any 1812 pel botànic escocès Robert Brown, basant-se en materials botànics recollits a la regió del riu Hunter a Nova Gal·les del Sud. Brown va anomenar l'espècie Tristania confertia. L'espècie va ser transferida al gènere Lophostemon el 1982.

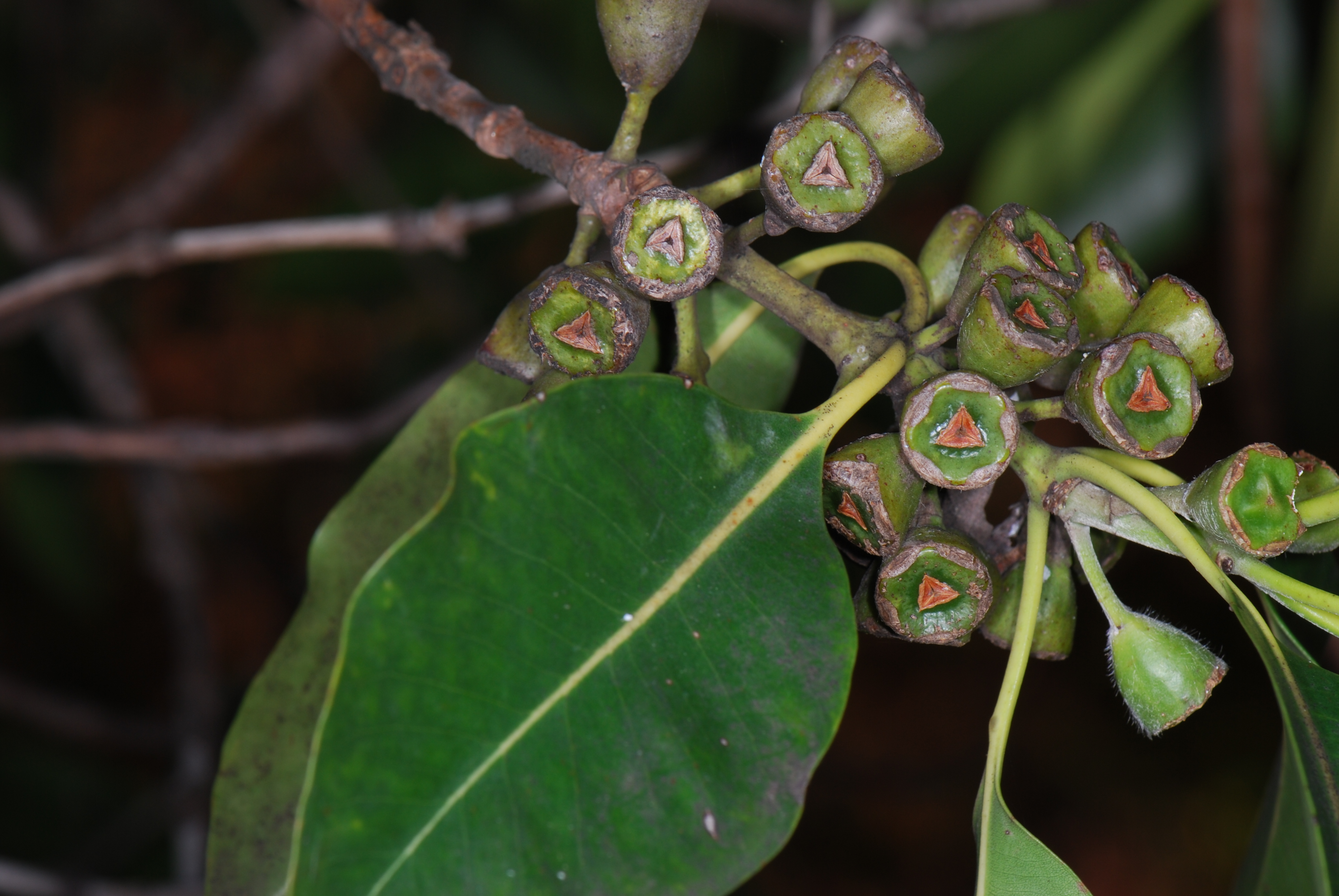
Detall de fulles i fruits

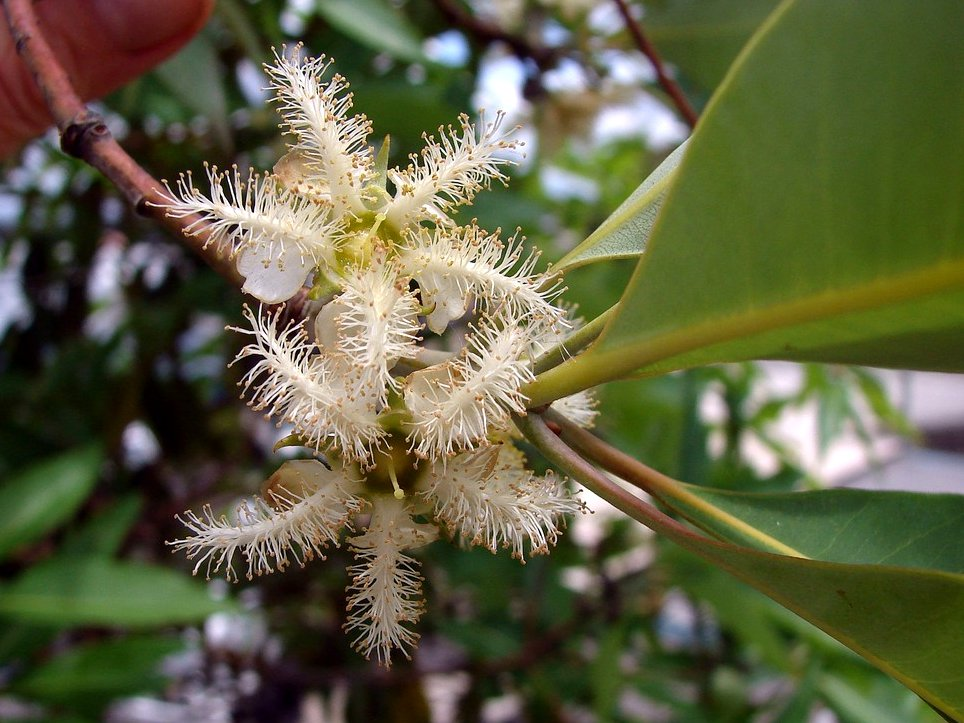
Detall de les flors

A la natura el seu rang d'hàbitats va dels ecotons de bosc humit obert i la selva humida, on pot assolir alçades de 40 metres o més, als puigs costaners on adquireix un hàbit baix i tallat pel vent. Té una capçada en forma de cúpula i un fullatge molt dens verd fosc, fulles coriàcies i per això proporciona més ombra que els eucaliptus.
És usat com a arbre de carrer, a causa de la seva resiliència a les malalties i a les plagues, a la seva alta tolerància al boirum, la sequera i el poc reg. Sovint requereix de poda per a acomodar-se a les línies elèctriques aèries, però suporta la poda bastant bé. Dins forma és utilitzat com a substitució per Cinnamomum camphora, ja que té un baix potencial per a dispersar-se pel medi. L'arbre és un dels més resistents i reeixits a l'àrea metropolitana de Sydney i en qualsevol altre lloc.